# Lingvistisk universal
En lingvistisk universal er et mønster, der forekommer på tværs af naturlige sprog, og potentielt for dem alle. For eksempel Alle sprog har navneord og udsagnsord eller Hvis et sprog tales, så har det konsonanter og vokaler. Forskningen indenfor dette område af lingvistikken er tæt forbundet til studiet af lingvistisk typologi og har til formål at finde generaliseringer på tværs af sprog, ofte forbundet med kognition, perception eller andre af sindets evner. Feltet opstod fra diskussioner påvirket af Noam Chomskys teori om universel grammatik, men blandt dets foregangsmænd var lingvisten Joseph Greenberg, som fandt frem til 45 grundlæggende universaler, de fleste omhandlende syntaks, fra et studie af lidt over 30 sprog.
| Sprog | Spire Denne artikel om sprog er en spire som bør udbygges. Du er velkommen til at hjælpe Wikipedia ved at udvide den. |